# تيم غريفز
تيم غريفز (بالإنجليزية: Tim Greaves)‏ هو سائق سباق بريطاني، ولد في 18 أبريل 1956 في Ramsbottom ‏ في المملكة المتحدة.

## وصلات خارجية
- تيم غريفز على موقع DriverDB.com (الإنجليزية)